# Globinho
Globinho foi um programa infantil inicialmente em formato de telejornal e produzido e exibido pela TV Globo entre 25 de outubro de 1972 e 24 de julho de 1982. Em 3 de julho de 2000 o programa voltou em um novo formato e com o título TV Globinho

## História

### Década de 1970
Coordenado por Alice-Maria, editado por Theresa Walcacer e escrito por Wilson Aguiar, o Globinho era um programa infantil em formato de telejornal. Noticiava fatos e assuntos do universo adulto utilizando uma linguagem mais acessível a crianças e adolescentes, estimulando seu envolvimento com as artes e atividades educativas em geral. 
O Globinho estreou em 1972 com uma edição diária de segunda a sexta, às 11h45, tendo 15 minutos de duração. Em setembro de 1973, o programa deixou de ser exibido às sextas-feiras. Ficou no ar até fevereiro de 1974. Retornou à grade em novembro daquele mesmo ano, desta vez exibido em cinco edições diárias, de cinco minutos cada, espalhadas pela programação.
O telejornal chegou a apresentar filmes estrangeiros, com locução em off de Ronaldo Rosas. Em 1975, Berto Filho passou a ser o locutor do programa e Fernanda Marinho assumiu o cargo de editora-chefe.
Em março de 1977, o Globinho sofreu as primeiras mudanças. O esquema anterior – com diversas edições sem horários pré-determinados – dificultava a aceitação pelo público infantil. Para mudar esse quadro, o Globinho passou a ter apenas duas edições diárias, de cinco minutos, apresentadas às 11h55 e às 17h55. A primeira edição era a reprise da segunda do dia anterior, o que dava oportunidade às crianças com horário escolar diverso de assistirem ao programa. 
Outra novidade foi a entrada de Paula Saldanha como apresentadora para assegurar a credibilidade do formato de telejornal. Além de comandar o programa, a jornalista produzia uma seção sobre literatura, mostrando as novidades no mercado de livros para crianças, desde as primeiras letras até a adolescência. A seção explicava a importância da leitura como elemento educativo e de lazer e informava preços e locais onde encontrar os livros.
A produção do programa era local e bastante versátil, ilustrando as notícias e reportagens com mapas e filmes educativos. A única seção fixa chamava-se Serviço infantil, com informações de utilidade pública. Às sextas-feiras, ia ao ar um roteiro de programação para o final de semana, com indicações de filmes, peças de teatro e opções de lazer. O Globinho também foi um dos primeiros programas da televisão brasileira a produzir matérias sobre problemas ecológicos. Uma série de reportagens sobre meio ambiente foi exibida aos sábados sob o nome de Globinho repórter.
A partir de 1978, em edição nacional, Globinho voltou a ter 15 minutos de duração, dos quais cinco eram dedicados a reportagens locais. Esse novo formato abriu espaço para a apresentação de desenhos e animações, todos de grande sucesso como A família Barbapapa, Mio e Mao (Mio Mao), Vermelho e Azul (The Red and Blue Show), A Linha, Areia (A.E.I.O.U.), Dragetto (Draghetto Grisú), Dr. Sinuca (Doctor Snuggles), Petratel (Patratel/Aventurile lui Patratel), Calimero, Toupeirinha (Krtek) e O patinho Quá-Quá (Quaq Quao). O programa também iniciou um trabalho de renovação do seu aspecto visual – realizado pela artista plástica Patrícia Gwinner, que introduziu gradativamente mais colorido e movimento aos cenários.
Buscando estreitar os laços com o público infanto-juvenil, o Globinho promoveu eventos como uma campanha de arborização e concursos de fotografia e histórias em quadrinhos. A resposta dos telespectadores foi positiva e a audiência média do Globinho no Grande Rio aumentou. 
A equipe, nessa época, era dividida por estados, onde havia edições locais do programa. No Rio de Janeiro, estavam Paula Saldanha (apresentação e reportagens), Fernanda Marinho (edição), Ricardo Madeira (reportagens), Vilma Gomez, Patrícia Gwinner (arte), Irlandino Silva (montagem) e Laila Andrade (assistência de produção). 
Em São Paulo, a equipe contava com Sandra Elisa (apresentação), Ubirajara Mateus (arte) e Edith Elek Machado (edição). No Recife, trabalhavam Maria Anunciada (apresentação) e Letícia Dias (edição) e, em Belo Horizonte, Myriam Lúcia (apresentação) e Antonio José Nascimento (edição). Em Brasília, o programa era realizado por Tania Mara (apresentação) e Graça Amorim (editora). A editora-chefe do programa era Fernanda Marinho.

### Década de 1980
Em outubro de 1981, o Globinho passou a ser apresentado em novos dia e horário – sábados, às 10h –, com 30 minutos de duração. Dividindo a apresentação com Paula Saldanha, estreou no programa um novo personagem: o “Macaquinho”, um boneco de pouco mais de meio metro criado pelo artista Álvaro Apocalypse, do grupo Giramundo, de Belo Horizonte, um dos mais importantes do teatro de fantoches do Brasil. Uma pequena abertura na parte posterior do boneco permitia que se movimentassem a cabeça, os olhos e a boca através de uma trave de madeira. O ator Dirceu Rabello criou a voz do personagem e manipulava o boneco. O programa lançou um concurso nacional para que as crianças escolhessem um nome para o “Macaquinho”, que acabou batizado de Loiola.
Em janeiro de 1982, o Globinho comemorou 10 anos no ar com uma festa na Quinta da Boa Vista, no Rio de Janeiro. O evento foi organizado pela Fundação Roberto Marinho com o apoio da Secretaria de Cultura do Estado e reuniu autores de literatura infanto-juvenil (que autografaram suas obras em uma feira de livros), contadores de histórias, grupos de teatro e música, personagens do Sítio do Picapau Amarelo (1977) e atrações do Corpo de Bombeiros.
Nesse período, no Rio de Janeiro, a repórter do programa era Kiki Waissenberg e a assistente de produção era Verônica Mesquita. A direção de TV era de Alexandre Brás, e a edição de imagem era de Irlandino Silva. Em São Paulo, a editora e repórter era Vanessa Kalil, que também apresentava o programa ao lado de Carlos Henrique Corrêa. Em Brasília, a editora era Graça Amorim e a repórter e apresentadora era Carmem Lúcia. Em Belo Horizonte, Myrian Lucia acumulava as funções de editora, repórter e apresentadora, enquanto, em Recife, Anamelia Maciel era editora e repórter e Maria Anunciada era apresentadora.